# Lower Penn
Lower Penn är en ort och civil parish i Storbritannien.   Den ligger i grevskapet Staffordshire och riksdelen England, i den södra delen av landet, 180 km nordväst om huvudstaden London. Lower Penn ligger 133 meter över havet och antalet invånare är 974.
Terrängen runt Lower Penn är platt, och sluttar västerut. Runt Lower Penn är det mycket tätbefolkat, med 2 614 invånare per kvadratkilometer. Närmaste större samhälle är Wolverhampton, 5,4 km nordost om Lower Penn. Runt Lower Penn är det i huvudsak tätbebyggt.